# 3769 Arthurmiller
3769 Arthurmiller eller 1967 UV är en asteroid i huvudbältet, som upptäcktes 30 oktober 1967 av de båda tjeckiska astronomerna Luboš Kohoutek och Andreas Kriete vid Bergedorf-observatoriet. Den har fått sitt namn efter författaren Arthur Miller.
Asteroiden har en diameter på ungefär 4 kilometer och den tillhör asteroidgruppen Flora.